# Giorgio Vaccaro
Giorgio Vaccaro (San Marzanotto d'Asti, 12 de octubre de 1892-Roma, 25 de septiembre de 1983), fue un oficial del ejército italiano y miembro del Partido Nacional Fascista (PNF), considerado el dirigente más victorioso de la historia del fútbol italiano en virtud de los dos títulos mundiales y la medalla de oro olímpica ganada por la selección italiana de fútbol entre 1934 y 1938, durante su administración presidencial.

## Biografía
Vaccaro llegó a Roma de niño y como romano por adopción alcanzó las más altas jerarquías fascistas convirtiéndose en general de la Milicia Fascista y del deporte italiano a través de una serie de experiencias tanto como deportista practicante (de joven era buen boxeador, esgrimista y ciclista) como de gerente. Amante de los deportes en general, de Consejero Nacional de la Corporación-Entretenimiento y de la Federación Italiana de Esgrima, se convirtió en el primer presidente de la Federación Italiana de Rugby, secretario del CONI, presidente de la Federación de Fútbol y miembro del COI. Fue el organizador de las victorias mundiales italianas en los campeonatos mundiales de 1934 y 1938 y el triunfo olímpico de 1936. 
Apasionado del fútbol, se acercó a la S.S. Lazio en la década de 1920. Hay dos razones según Giorgio y Alessandro Vaccaro, sobrinos de Giorgio Vaccaro narrados en "Calcio Romanus Sum" de Piero Strabioni: "Lazio encarnaba el ideal de pureza deportiva y lealtad al que un deportista como él no podía permanecer indiferente. Parecía natural poner sus habilidades ejecutivas al servicio de la sociedad más antigua de la ciudad ". Más de una anécdota biancoceleste está vinculada a su figura, la más célebre y decisiva fue cuando impidió en 1927 la fusión de la Lazio con otros tres equipos romanos (Alba , Fortitudo y Roman Football Club) para fundar la A.S. Roma . Murió el 25 de septiembre de 1983, llevándose consigo el cargo de Presidente General del Club Deportivo Romano, recibido el año anterior.
Los últimos hallazgos muestran que Vaccaro no se opuso categóricamente a la fusión. En su carta a "Il Tevere" del 15 de junio de 1927, escribió: "Por lo tanto, sólo me interesaba rectificar dos puntos sustanciales que demuestran claramente cómo la solicitud de negociaciones de fusión hecha por Foschi quedó sin conclusión no por voluntad del la Lazio, que de hecho le sorprendió la repentina e injustificada resipiscencia, evidentemente por otras razones que no hace falta mencionar aquí ”.
El general habría estado de acuerdo con la fusión siempre y cuando fortaleciera a la Lazio, colocando así la supervivencia de esta última como primer y obligatorio requisito, con sus emblemas, colores y títulos.

### Cargos Ocupados
- Teniente general de la milicia fascista (rango correspondiente en el ejército italiano: general de división).
- 1922 - 1933 Como miembro de la S.S. Lazio, en 1927 se convirtió en su vicepresidente.
- 1926 - 1933 Miembro de la Federación Italiana de Fútbol Consejo Federal.
- 1928 - 1929 Primer Presidente de la Federación Italiana de Rugby.
- 1930 - 1939 Presidente de la Aniene Club de Remo 1892.
- 1933 - 1939 Secretario General del Comité Olímpico Nacional Italiano.
- 1933 - 1942 Presidente de la Federación Italiana de Fútbol.
- 1939 - 1949 Miembro del Comité Olímpico Internacional.
- 1960 - 1964 Miembro del Tribunal de Honor y luego Tribunal Federal de la Federación Italiana de Fútbol.
- 1964 - 1965 Presidente de la Lazio.
- 1982 - 1983 Presidente general honorario de la Lazio.